# オルヌカン城の謎
『オルヌカン城の謎』（オルヌカンじょうのなぞ、砲弾の破片とも、Le L'éclat d'obus）は、モーリス・ルブランの『アルセーヌ・ルパン』シリーズの一篇。1915年発表。
第一次世界大戦中の作品で、戦争小説とも言える。ルパンは一場面にしか出てこない（新聞連載時や、1916年の初の単行本には登場せず、1923年の改訂版から登場する）。また、『ル・ジュルナル』紙掲載開始の前日の、1915年9月20日に新聞（仏文）に序文が掲載された。これは単行本にも載せる予定だったが、印刷の直前になり、検閲を憚って削除された）
ポプラ社の南洋一郎訳はルパンの大作戦というタイトルで大胆に翻案されており、中盤に登場したあとはルパンが大活躍する。いつも通りのルパンものと言っていいほどの長さの出演で、構成としては困っている主人公の救援にルパンが駆けつける、「金三角」「三十棺桶島」に似ている。その分、この話の主人公およびその他の脇役の活躍は少なく、特にルパン登場以降はルパンの独擅場となっている。

## 主な翻訳
- 『オルヌカン城の謎』井上勇 訳、創元推理文庫
- 『オルヌカン城の謎』大友徳明 訳、角川文庫
- 『オルヌカン城の謎 アルセーヌ=ルパン全集9』竹西英夫 訳、偕成社
- 『怪盗ルパン 地底の皇帝!』 (講談社 青い鳥文庫) 久米みのる 訳、講談社 ※少年少女向け